# SK Enerhija Mykolajiv
SK Enerhija Mykolajiv (ukrajinsky: Спортивний клуб «Енергія» Миколаїв) byl ukrajinský fotbalový klub sídlící ve městě Mykolajiv. Klub byl založen v roce 2011, zanikl v roce 2014 z rozhodnutí klubového vedení.
Své domácí zápasy odehrával klub na stadionu Centralnyj s kapacitou 350 diváků.

## Umístění v jednotlivých sezonách
Zdroj: 
Legenda: Z – zápasy, V – výhry, R – remízy, P – porážky, VG – vstřelené góly, OG – obdržené góly, +/- – rozdíl skóre, B – body, červené podbarvení – sestup, zelené podbarvení – postup, fialové podbarvení – reorganizace, změna skupiny či soutěže
| Ukrajina (2013 – 2014) |               |        |    |   |   |    |    |    |     |    |        |
| Sezóny                 | Liga          | Úroveň | Z  | V | R | P  | VG | OG | +/- | B  | Pozice |
| 2013                   | AAFU – sk. IV | 4      | 10 | 6 | 1 | 3  | 17 | 5  | +12 | 19 | 2.     |
| 2013/14                | Druha liha    | 3      | 36 | 9 | 3 | 24 | 24 | 28 | -4  | 30 | 17.    |